# Ricardo Quaresma
Ricardo Andrade Quaresma Bernardo, född 26 september 1983 i Lissabon, är en portugisisk före detta fotbollsspelare.
Quaresma gick först till Barcelona från Sporting Lissabon. Han har också spelat i Porto.

## Spelarkarriär

### Sporting Lissabon
Quaresma började sin karriär i Sporting och gjorde sin debut i A-laget under säsongen 2001-02. Han spelade 28 matcher (tre mål) och när laget vann den portugisiska serien. Följande spelade Quaresma 31 matcher och gjorde 5 mål.

### Barcelona
Quaresma såldes till den katalanska klubben för sex miljoner euro. Under sin första säsong startade han 10 matcher och blev inbytt 11 gånger. Han gjorde ett mål. Han köptes av Porto som bland annat lämnade Deco i utbyte.

### Porto
Han gjorde mål i sin debut med Porto i Europeiska Supercupen och även i portugisiska supercupen. Under säsongen gjorde han sedan fem mål på 32 ligamatcher.

### Inter
Quaresma togs in av tränaren José Mourinho

### Beşiktaş
Den 13 juni 2010 meddelades det på Beşiktaş officiella hemsida att Quaresma hade skrivit ett treårskontrakt med klubben som betalade 7,3 miljoner euro för övergången.

## Meriter

### Klubblag
Sporting Lissabon
- Primeira Liga: 2001–02
- Portugisiska cupen: 2002
- Supertaça Cândido de Oliveira: 2002

Porto
- Primeira Liga: 2005–06, 2006–07, 2007–08
- Portugisiska cupen: 2006
- Supertaça Cândido de Oliveira: 2004, 2006
- Interkontinentala cupen: 2004

Chelsea
- FA-cupen: 2008–09

Inter
- Serie A: 2008–09, 2009–10
- Coppa Italia: 2009–10
- Uefa Champions League: 2009–10

Beşiktaş
- Turkiska cupen: 2010–2011
- Süper Lig: 2015–16

Landslaget
- EM: 2016